# Lettere d'oggi
Lettere d'oggi, inizialmente Ansedonia, è stata una rivista letteraria pubblicata a più riprese dal 1938 al 1947.
La rivista si occupava esclusivamente di narrativa e sotto la direzione di Giambattista Vicari le fu affiancata una ricchissima attività editoriale (Pavese, Pound, Caproni, D'Ors, Bigiaretti, Emanuelli, Praz, Cancogni).

## Storia
La rivista fu fondata a Grosseto da Antonio Meocci (direttore) e Geno Pampaloni (vice-direttore) ed era chiamata «Ansedonia. Rivista bimestrale di letteratura». Il primo numero uscì nel dicembre 1938. Nel 1940 la sede venne trasferita a Roma.
Nel 1941 la testata prese il nome di «Lettere d'oggi. Rivista mensile di letteratura» e ne divenne direttore Giambattista Vicari, per un breve periodo in condirezione con Giovanni Macchia.
Nel maggio 1943 la rivista terminò la pubblicazione, che venne successivamente ripresa da Vicari e Niccolò Gallo tra il 1946 e il 1947, anno della definitiva chiusura.

## Collaboratori
Questo un elenco dei principali autori che collaborarono alla rivista:
- Giulio Alessi
- Gabriele Baldini
- Silvio Benco
- Libero Bigiaretti
- Manlio Cancogni
- Giorgio Caproni
- Piero Gadda Conti
- Franco Fortini
- Giuseppe Guerrieri
- Carlo Laurenzi
- Carlo Linati
- Antonio Meocci
- Giuseppe Mesirca
- Enrico Morovich
- Geno Pampaloni
- Giambattista Vicari